# ロッカバイ・ユア・ベイビー・ウィズ・ア・ディキシー・メロディ
「ロッカバイ・ユア・ベイビー・ウィズ・ア・ディキシー・メロディ」(Rock-a-Bye Your Baby with a Dixie Melody) は、ジーン・シュワルツの作曲、サム・M・ルイスとジョー・ヤングの作詞によるポピュラー音楽の楽曲。この曲はブロードウェイのミュージカル『シンバッド (Sinbad)』でアル・ジョルソンが歌い、1918年に発表された。曲名は、歌詞の一部に基づいているが、より短く「ロッカバイ・ユア・ベイビー」(Rock-a-Bye Your Baby) として言及されることもある。
おそらく、この曲の最もよく知られているバージョンは、1918年3月13日に吹き込まれたアル・ジョルソンの録音であり、ジョルソン盤は同年のうちにチャートの首位に達した。

## その他のおもな録音

### 歌唱
- アル・ジョルソンは、1932年12月20日にも、ガイ・ロンバルド（英語版）と彼のロイヤル・カナディアンズとともに、この曲を録音した[6]。さらにジョルソンは、1946年3月27日にも、モリス・ストロフ（英語版）指揮の楽団とともにこの曲を録音している[7]。
- アーサー・フィールズ（英語版）による録音は、1918年に9位に達するヒットとなったとされている[8]。
- ディーン・マーティンは、この曲を1950年4月28日に録音した[9]。
- ジュディ・ガーランドは、この曲を1955年のアルバム『Miss Show Business』で取り上げ、さらに1960年の録音がコンピレーション・アルバム『The London Sessions』に収められた[10]。さらに1961年のライブ・アルバム『Judy at Carnegie Hall』でも、この曲が取り上げられている[11]。
- ジェリー・ルイスによるバージョンは、1956年にトップ10入りするヒットとなり[12]、ゴールドディスクとなった。
- ブレンダ・リーは、1959年のアルバム『Grandma, What Great Songs You Sang!』にこの曲を収録した[13]。
- コニー・フランシスも、1959年はじめにこの曲を録音し、アルバム『The Exciting Connie Francis』に収録した[14]。
- アレサ・フランクリンも、あまり知られていないが、この曲を吹き込んで[15]、1962年のアルバム『The Electrifying Aretha Franklin』に収録しており[16]、このバージョンは『キャッシュボックス』誌のチャートで最高24位、『ビルボード』誌の「Billboard Hot 100」チャートでは最高37位まで上昇した[17]。後にこの音源は、カバー曲を集めた2011年のコンピレーション・アルバム『グレイト・アメリカン・ソングブック』にも収められた[18]。
- ビング・クロスビーは、この曲を吹き込んで、1965年のアルバム『Bing Crosby's Treasury - The Songs I Love』に収録した[2]。
- サミー・デイヴィスJr.は、ライブ・ショーでこの曲をしばしば取り上げ、1962年のライブ・アルバム『At The Cocoanut Grove』にもこの曲を収録した[19]。
- シェールは、アルバム『Bittersweet White Light』でこの曲を取り上げた[20]。

### インストゥルメンタル
- ソニー・ロリンズは、1958年のアルバム『コンテンポラリー・リーダーズ (Sonny Rollins and the Contemporary Leaders)』でこの曲を録音しており[21][22]、他にもレイ・ブラウン[3]、アール・ハインズ[23]、ウディ・ハーマンと彼の楽団[24]、高柳昌行[25]、世良譲[26]らがこの曲を取り上げている。

## 映画作品における歌唱
- 農園シーンでの歌 (A Plantation Act) (1926) - アル・ジョルソン
- The Show of Shows (1929) - シド・シルヴァース（英語版）[27]
- The Singing Kid (1936) - アル・ジョルソン - 冒頭のメドレー[28]
- ワシントン広場の薔薇 (Rose of Washington Square) (1939) - アル・ジョルソン[29][30]
- The Merry Monahans (1944) - ドナルド・オコーナー[31]
- ジョルスン物語 (The Jolson Story) (1946) - アル・ジョルソン
- ジョルスン再び歌う (Jolson Sings Again) (1949) - アル・ジョルソン
- 愛と追憶の日々 (Terms of Endearment) (1983) - ジュディ・ガーランドのバージョンが流れる[32]